# Paquita Escribano
Paquita Escribano (* um 1890 in Saragossa; † um 1970 in Valencia) war eine spanische Sängerin.
Escribano wuchs in Ejea de los Caballeros und später in Saragossa auf, wo ihre Eltern eine Pension betrieben, die von Stierkämpfern und Schauspielern frequentiert wurde. In den 1910er Jahren ging sie nach Madrid und hatte dort mit La Goya ihren Durchbruch als Coupletsängerin. Bei den Labeln Odeon und Gramófono nahm sie in den 1920er Jahren mehrere Platten mit insgesamt 39 Couplets und Songs auf. Sie sang in den größten Kolosseen Spaniens, gab Konzerte zu Gunsten von Kriegsverletzten und trat in La Granja vor der königlichen Familie auf. Zahlreiche Tourneen führten sie durch Spanien und die USA und sie hatte auch gemeinsame Auftritte mit Carlos Gardel.
Auch bei Stierkämpfen wurden ihre Romanzen regelmäßig gespielt; eine davon inspirierte Alberto Insúa zu dem Roman La mujer, el torero y el toro (1926). Im Jahr 1933 heiratete sie den Tenor Emilio Aznar Estruch. Im gleichen Jahr unternahm sie nach einer weiteren Amerikareise ihre letzte große Tournee mit ihrer Kompagnie, bei der sie nicht nur Couplets, sondern auch „estampas liricas“, eine Art Kurzform der Sainete, zur Aufführung brachte. Nach dem Ende des Spanischen Bürgerkrieges zog sich Escribano ins Privatleben nach Valencia zurück, wo sie um 1970 starb.